# Elsa Beskow
Elsa Beskow, född Maartman den 11 februari 1874 på Södermalm i Stockholm, död 30 juni 1953 i Djursholm, Stockholms län, var en svensk barnboksförfattare, illustratör och konstnär. Hon har bland annat skrivit sagor som Sagan om den lilla, lilla gumman och flera berättelser om Tant Grön, tant Brun och tant Gredelin.

## Biografi

### Bakgrund
Beskow var dotter till affärsmannen Berndt Maartman (1841–1889), vars släkt kom från Bergen i Norge, och lärarinnan Augusta Fahlstedt (1850–1915). Hon hade fyra yngre systrar samt den äldre brodern Hans. När fadern dog var hon 15 år. Brodern skickades då i väg att uppfostras av en morbror, och modern tog sina fem flickor och flyttade samman med sina två ogifta systrar och en bror. Elsa Beskow kom därmed att växa upp i en mycket kvinnodominerad miljö där utkomsten var helt beroende av vad kvinnorna kunde förtjäna på olika arbeten. De ogifta mostrarna och morbrodern anses också vara förebilderna till Elsa Beskows senare mycket berömda bilderböcker om Tant Grön, tant Brun, tant Gredelin och farbror Blå.
Elsa Beskow och hennes systrar gick bland annat i en privatskola som drevs av en moster. Senare undervisades hon i Whitlockska samskolan, där Ellen Key var lärare. Hennes skolgång fortsatte på Tekniska skolan. Sitt första arbete som illustratör fick hon när hon tog mod till sig och gick upp till redaktionen för Svensk läraretidnings förlag, där den sträva Amanda Hammarlund hade hand om bland annat jultidningarna, och erbjöd sina tjänster som tecknare. Detta blev inledningen till hennes långa och framgångsrika karriär som författare och illustratör.
Ungefär samtidigt förlovade Elsa Beskow sig med Natanael Beskow, teologie studerande och blivande konstnär. Han hade först bett henne att stå modell för honom och snart därefter skrivit ett friarbrev. Ett par år senare gifte de sig och bosatte sig i Djursholm, där Viktor Rydbergs stora villa blev deras hem. De fick sex pojkar, av vilka geologen Gunnar Beskow, konstnären Bo Beskow och undervisningsrådet Börje Beskow är de mest kända. Medan maken var verksam som pastor med egen kyrka och senare som rektor för Djursholms samskola, odlade Elsa Beskow sin konst genom bilderboksskapande och sagoskrivande. I hemmet var det inte bara huvudansvaret för barnen som vilade på hennes axlar. Hon stod också för en mycket viktig del av hushållets inkomster genom sitt arbete, som hon skötte med barnen lekande omkring sig.

### Författarskap
Elsa Beskow debuterade 1897 med Sagan om den lilla, lilla gumman, ett gammalt barnkammarrim som hon hade hört av sin mormor när hon var liten. Efter debuten följde ett konstnärs- och författarskap med närmare 40 verk. Redan 1901 fick hon sitt genombrott med rimsagan Puttes äventyr i blåbärsskogen, som kom att bli en klassiker och läsas för barn under hela 1900-talet. Sagan handlar om den lille Putte som vill ordna en namnsdagspresent åt sin mor och som får hjälp av Blåbärskungen och hans små medhjälpare att plocka korgarna fulla av lingon och blåbär. Andra utmärkande verk är bland annat Olles skidfärd (1907) Tomtebobarnen (1910), Hattstugan (1930) och inte minst serien om fem böcker som 1918 inleddes med Tant Grön, tant Brun och tant Gredelin och avslutades 1947 med Petters och Lottas jul. Böckerna har blivit både film och TV-serie.
I Pelles nya kläder (1912) berättade Beskow i ord och bild för de barn, som i takt med urbaniseringen växt upp i städer och större samhällen, hur det går till när fårets ull förvandlas till kläder. Blomsterfesten i täppan (1914) skildrar ett klassamhälle där överklassen med fasa ser det bokstavliga framträngandet av en lägre klass som i form av ogräs hotar idyllen under blommornas fest innanför staketet. Men det kommer till ett slags borgfred när den myndiga tisteln åtar sig att mota sina klasslikar i grinden. Där får de lyssna till de fina damernas, till exempel fru Kastanjebloms, sångartävling. Här, liksom i alla sina bilderböcker, återger Elsa Beskow växternas karakteristiska egenskaper i form och färg. Stina Hammar påpekade redan, i biografin över Elsa Beskow 1958, att hon inte bara ritade ”en gran”, utan det framgick också tydligt vilket slags gran det var fråga om.

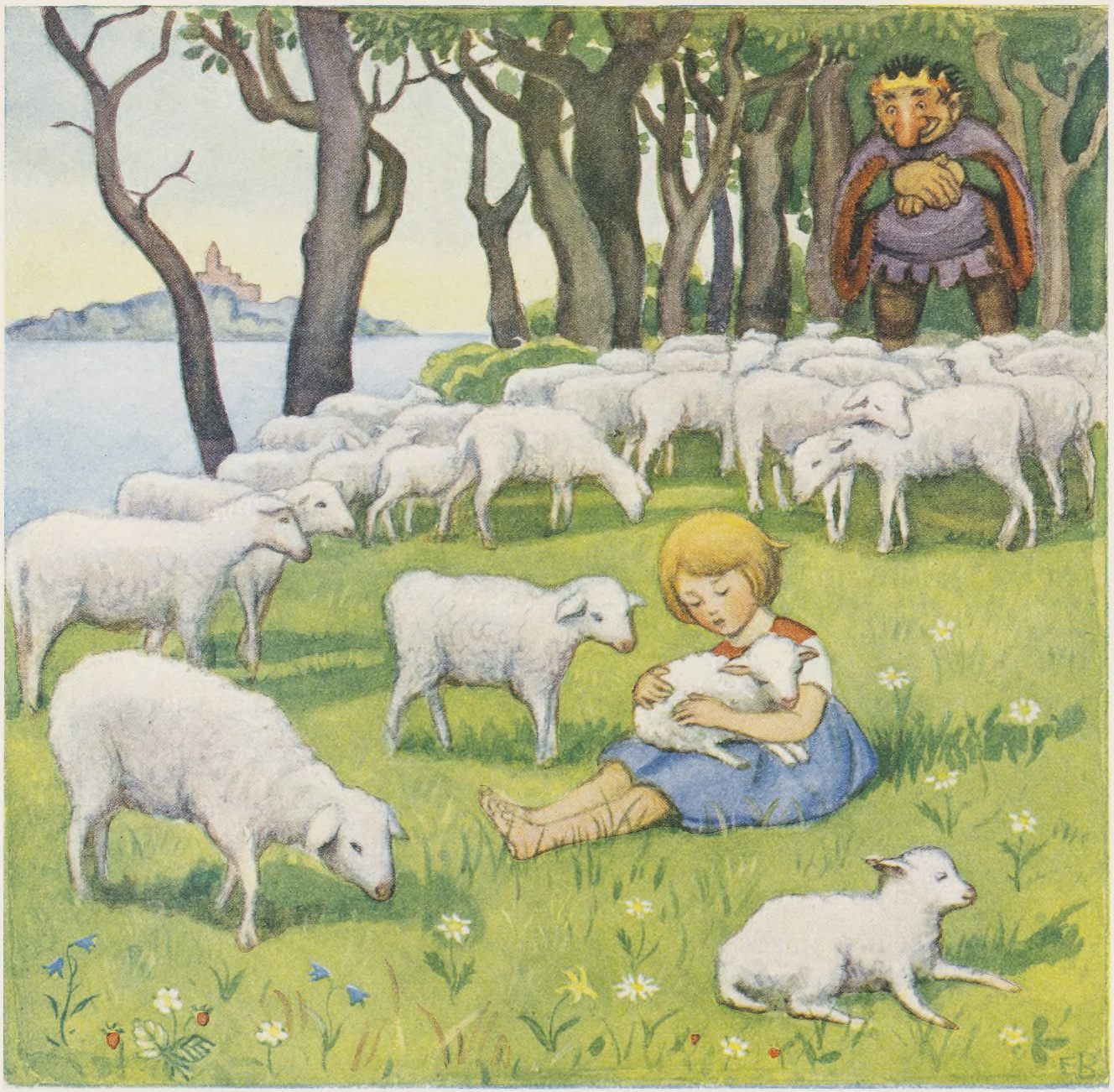
Illustration ur Resan till landet Längesen, 1923.

Elsa Beskow skrev åtskilliga sagor som utgavs i flera volymer. Utifrån sina erfarenheter, bland annat som teckningslärare vid Whitlockska samskolan 1894–1897, gav hon tillsammans med Herman Siegvald ut skolboken Vill du läsa? i tre band 1935–1937. Hon illustrerade också en handfull böcker med texter av andra, som Mors lilla Olle och andra visor (1903) av Alice Tegnér, men hon ville helst arbeta med egna idéer. Hon levde och verkade i en tid då även en mängd andra kvinnliga bilderboksskapare intog den svenska barnboksscenen, till exempel Nanna Bendixson, Jenny Nyström och Ottilia Adelborg. Inspirationen kom från engelska illustratörer, som Randolph Caldecott och Walter Crane, och från jugendkonsten i allmänhet. Pedagogiska tankar om synen på barn och deras läsning kom inte minst från Tyskland.

### Sista tid
Elsa Beskow avled i Djursholm 1953 och är begravd på Djursholms begravningsplats. Sedan 1958 delar Sveriges allmänna biblioteksförening ut Elsa Beskow-plaketten till årets mest förtjänta barnboksillustratör.

## Eftermäle och minne
Synen på Elsa Beskows bilderböcker har genom åren växlat. Hennes borgerliga familjeskildringar har ibland ansetts idylliserande, med en patriarkalisk man som bestämmer och moderliga kvinnor som fogar sig i sin kvinnoroll. Å andra sidan har det påpekats att det i själva verket ofta är kvinnorna som ordnar och ställer i böckerna och att barnen kan vara mindre anpassade och mer äventyrliga än gängse barnuppfostran föreskrev.
1958 utkom Stina Hammar med biografin Solägget – Fantasi och verklighet i Elsa Beskows konst. 2002 utkom boken i ny upplaga, utökad bland annat med brevväxling mellan Elsa och Natanael Beskow.
1960 gav svenska Postverket ut en frimärksserie med temat Svenska sagor, där motivet till ett av märkena är hämtat ur Beskows Pelles nya kläder.
Familjen Beskow var bosatt i Djursholm. Från 1900 bodde de i Villa Ekeliden, som år 1890 hade byggts som bostad åt författaren Viktor Rydberg. Elsa och Natanael Beskow var framträdande personligheter i kulturlivet i den unga villastaden, tillsammans med bland andra kompositören Alice Tegnér. Elsa Beskows Djursholmsanknytning hålls i minne genom Elsa Beskows torg i Djursholms centrum. På torget finns en liten bronsstaty som föreställer henne.
Flygbolaget Norwegian har namngett ett av sina flygplan efter henne.

### Illustrationer
- Lilla Rosa och Långa Leda[6]
- Vallpojken och älvekungen[6]
- Prins Hatt under jorden[6]
- Schück, Henrik; Beskow Elsa (1900). Medeltidssagor : berättade för ungdom. Stockholm: Svensk läraretidning. Libris s9n5rb2rqpm2tfpv. https://gupea.ub.gu.se/2077/79457
- Agrell, Alfhild; Beskow Elsa (1901). Prins Pompom. Stockholm. Libris 1721446
- Fahlstedt, Amalia; Beskow Elsa (1902). Mor Sagas skymningsprat upptecknadt i åtta sagor. Stockholm: Bonnier. Libris 6p2k52394qg1ts7j. https://gupea.ub.gu.se/2077/79458
- Tegnér, Alice; Beskow Elsa (1903). Mors lilla Olle och andra visor. Stockholm: Skoglund. Libris 3119335
- Oterdahl, Jeanna; Beskow Elsa (1905). Blommornas bok: visor. Stockholm: Bonnier. Libris 1267120
- Andersen, H. C.; Beskow Elsa (1908). Tummelisa. Stockholm: Fritze. Libris 1611384
- Warburg, Anna; Beskow Elsa (1917). Vad ska vi göra?: en serie sysselsättningar för barn. Stockholm: Åhlén & Åkerlund. Libris 1660611
- Fahlstedt, Amalia; Beskow Elsa (1920). Småbarnens sagbok: korta sagor för små barn. Stockholm: Wahlström & Widstrand. Libris 1651639
- Tegnér, Alice; Beskow Elsa (1922). Borgmästar Munte. Stockholm: Åhlén & Åkerlund. Libris 1734645
- Anderberg, Anders; Beskow Elsa (1980). Prins Hatt under jorden. Örebro: Barbariska sekel. Libris 7629117. ISBN 91-7260-449-2
- Beskow finns representerad vid bland annat Göteborgs konstmuseum[7].

### Målarböcker
- Vill du måla? : 16 bilder att måla och teckna IV. Stockholm: C.E. Fritzes bokförlags aktiebolag. 1935. Libris dw8rjkm2bb5wd9sm. https://gupea.ub.gu.se/2077/79474
- Vill du måla? : 16 bilder att måla och teckna IX. Stockholm: C.E. Fritzes bokförlags aktiebolag. 1934. Libris h0cvlcczfnfm9t92. https://gupea.ub.gu.se/2077/79473
- Vill du måla? : 16 bilder att måla och teckna X. Stockholm: C.E. Fritzes bokförlags aktiebolag. 1934. Libris xfs91mzhv0gvjtnb. https://gupea.ub.gu.se/2077/79472
- Vill du måla? : 16 bilder att måla och teckna XII. Stockholm: C.E. Fritzes bokförlags aktiebolag. 1935. Libris p6k2s4l0mq4rbtzz. https://gupea.ub.gu.se/2077/79471
- Vill du måla? : 16 bilder att måla och teckna XIII. Stockholm: C.E. Fritzes bokförlags aktiebolag. 1934. Libris n5j1rw80lqhnmn07. https://gupea.ub.gu.se/2077/79470
- Vill du måla? : 16 bilder att måla och teckna XIV. Stockholm: C.E. Fritzes bokförlags aktiebolag. 1934. Libris tbp6xtvqr3n7thzr. https://gupea.ub.gu.se/2077/79469
- Vill du måla? : 16 bilder att måla och teckna XV. Stockholm: C.E. Fritzes bokförlags aktiebolag. 1933. Libris gzbtj82sd2d38p4w. https://gupea.ub.gu.se/2077/79468
- Vill du måla? : 16 bilder att måla och teckna 19. Stockholm: C.E. Fritzes bokförlags aktiebolag. 19?. Libris vcq7xfrmsvnss6n8. https://gupea.ub.gu.se/2077/79467